# Juste une illusion
Singles de Jean-Louis Aubert
Le jour s'est levé (single de Téléphone)
(1985)
Juste une illusion est une chanson de Jean-Louis Aubert parue en single en 1986. Cette chanson est enregistrée au lendemain de la séparation du groupe Téléphone. C'est une des chansons les plus connues de la carrière solo de Jean-Louis Aubert.

## Historique
En 1985, pour le sixième album de Téléphone, le groupe engage Steve Levine pour le produire, accompagnés de Julian Lindsey pour les cordes et claviers. Mais les sessions de travail sont difficiles et le single Le jour s'est levé est publié pour patienter, tout en rencontrant un véritable succès commercial. En mars 1986, l'album n'avance pas et le groupe décide de faire une pause. Mais le 21 avril 1986, le groupe Téléphone se réunit une dernière fois dans un café à Belleville. Jean-Louis leur annonce qu'il a réservé un studio avec le producteur Steve Levine pour enregistrer le prochain album du groupe. Mais Louis refuse d'y participer car il n'aime pas les nouvelles chansons proposées par son compère qu'il trouve pas assez "rock" et décide de se lancer dans une carrière solo. Ainsi, le groupe se sépare et Corine qui ne supporte pas Jean-Louis décide de suivre Louis. 
Cependant, le studio d'enregistrement mis à disposition par le producteur Steve Levine, à l'origine pour l'enregistrement du nouvel album du groupe (qui ne verra jamais le jour), est utilisé par Jean-Louis Aubert pour enregistrer avec le batteur Richard Kolinka (son copain de toujours et ex-membre de Téléphone) et le bassiste Daniel Roux (ami également du premier) - avec qui ils forment un nouveau groupe du nom de "Jean-Louis Aubert 'n' Ko" - le 45 tours intitulé Juste une illusion (comprenant le titre Oui et non en piste B), qui deviendra un tube incontournable,.

## Crédits
- Jean-Louis Aubert - Chant, guitare
- Richard Kolinka - Batterie
- Daniel Roux - Basse, chœur
- Julian Lindsay - Claviers
- Steve Levine - Production